# رودخانه آلبک (استور)
رودخانه آلبک (به آلمانی: Aalbek) یک رود در آلمان است که در شلسویگ-هولشتاین واقع شده‌است.